# Plagiometriona latemarginata
Plagiometriona latemarginata là một loài bọ cánh cứng trong họ Chrysomelidae. Loài này được Borowiec miêu tả khoa học năm 2001.